# Пам'ятник Янці Купалі (Мінськ)
Пам'ятник Янці Купалі — пам'ятник видатному білоруському поетові Янці Купалі в Мінську. Встановлено в 1972 році в парку ім. Янки Купали до 90-річчя від дня народження народного поета.

## Композиція пам'ятника
На масивному гранітному постаменті стоїть фігура Янки Купали на повний зріст з тростю в руці. Біля підніжжя — джерело й квітка папороті. Пам'ятник має уособлювати особистість Янки Купали як поета-борця.

## Історія
Для пам'ятника поетові було відразу передбачено місце на створеній діагональній алеї парку ім. Янки Купали, яке залишалось порожнім понад 20 років. Перший пам'ятник Янці Купалі в Мінську встановлено 23 червня 1949 року в Центральному сквері. Він являв собою розміщений на гранітному постаменті бюст поета. У 1972 році в парку Янки Купали був встановлений новий пам'ятник, а бюст був перенесений на батьківщину поета в село В'язинка, де він знаходиться й дотепер.

## Автори
Скульптори:
- Л. Гумілевський
- А. Анікейчик
- А. Заспіцький

Архітектори:
- Л. Левін
- Ю. Градов